# Monfréville
Monfréville est une commune française, située dans le département du Calvados en région Normandie, peuplée de 96 habitants (les Monfrévillais).

## Géographie
Monfréville est une commune du canton d'Isigny-sur-Mer située à 22 kilomètres de Saint-Lô et 24 kilomètres de Bayeux. La commune appartient au parc naturel régional des Marais du Cotentin et du Bessin.
Les communes limitrophes sont La Cambe, Colombières, Isigny-sur-Mer, Osmanville et Saint-Germain-du-Pert.

### Hydrographie
La commune est située dans le bassin Seine-Normandie. Elle est drainée par l'Aure, le ruisseau du Moulin d'Annebey, un bras de l'Aure, le Tranchée des Terres, le canal 01 du Marais Suhard, le Tranchée des Varrevilles, un bras de l'Aure, le ruisseau de la Bellaie, le fossé 08 de la Fosse, le fossé 04 de la Perruque et divers autres petits cours d'eau,.
L'Aure, d'une longueur de 82 km, prend sa source dans la commune de Caumont-sur-Aure et se jette dans la Vire en limite d'Osmanville, Isigny-sur-Mer et Carentan-les-Marais, après avoir traversé 26 communes.

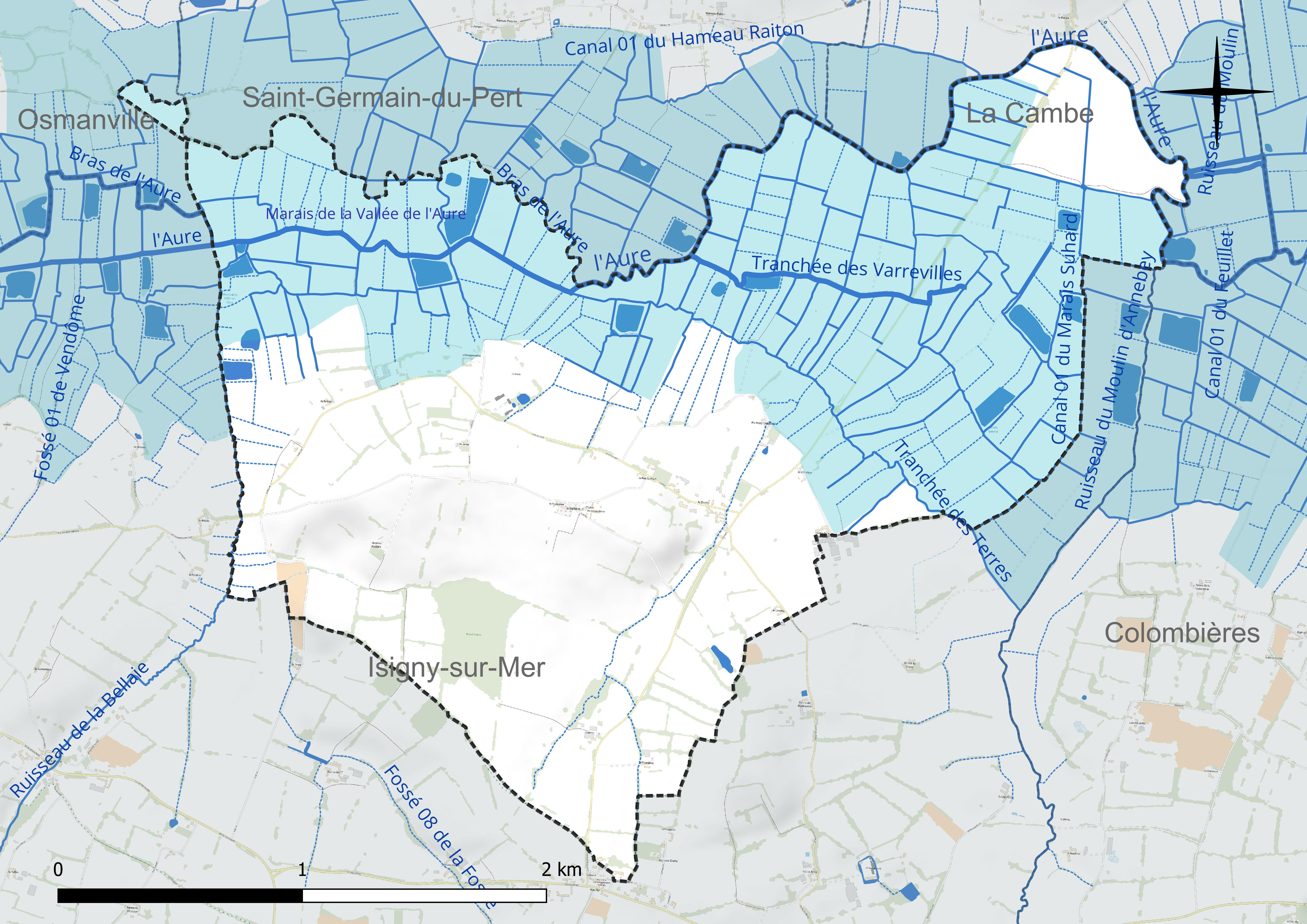
Réseau hydrographique de Monfréville.

Un plan d'eau complète le réseau hydrographique : le marais de la Vallée de l'Aure (2,1 ha),.

### Climat
Pour des articles plus généraux, voir Climat de la Normandie et Climat du Calvados.
En 2010, le climat de la commune est de type climat océanique franc, selon une étude du CNRS s'appuyant sur une série de données couvrant la période 1971-2000. En 2020, Météo-France publie une typologie des climats de la France métropolitaine dans laquelle la commune est exposée à un climat océanique et est dans la région climatique  Normandie (Cotentin, Orne), caractérisée par une pluviométrie relativement élevée (850 mm/a) et un été frais (15,5 °C) et venté.
Pour la période 1971-2000, la température annuelle moyenne est de 11,1 °C, avec une amplitude thermique annuelle de 11 °C. Le cumul annuel moyen de précipitations est de 821 mm, avec 13,8 jours de précipitations en janvier et 7,8 jours en juillet. Pour la période 1991-2020, la température moyenne annuelle observée sur la station météorologique la plus proche, située sur la commune de Balleroy-sur-Drôme à 20 km à vol d'oiseau, est de 11,2 °C et le cumul annuel moyen de précipitations est de 924,3 mm,. Pour l'avenir, les paramètres climatiques de la commune estimés pour 2050 selon différents scénarios d'émission de gaz à effet de serre sont consultables sur un site dédié publié par Météo-France en novembre 2022.

## Urbanisme

### Typologie
Au 1er janvier 2024, Monfréville est catégorisée commune rurale à habitat très dispersé, selon la nouvelle grille communale de densité à 7 niveaux définie par l'Insee en 2022.
Elle est située hors unité urbaine.
Par ailleurs la commune fait partie de l'aire d'attraction d'Isigny-sur-Mer, dont elle est une commune de la couronne,. Cette aire, qui regroupe 5 communes, est catégorisée dans les aires de moins de 50 000 habitants,.

### Occupation des sols

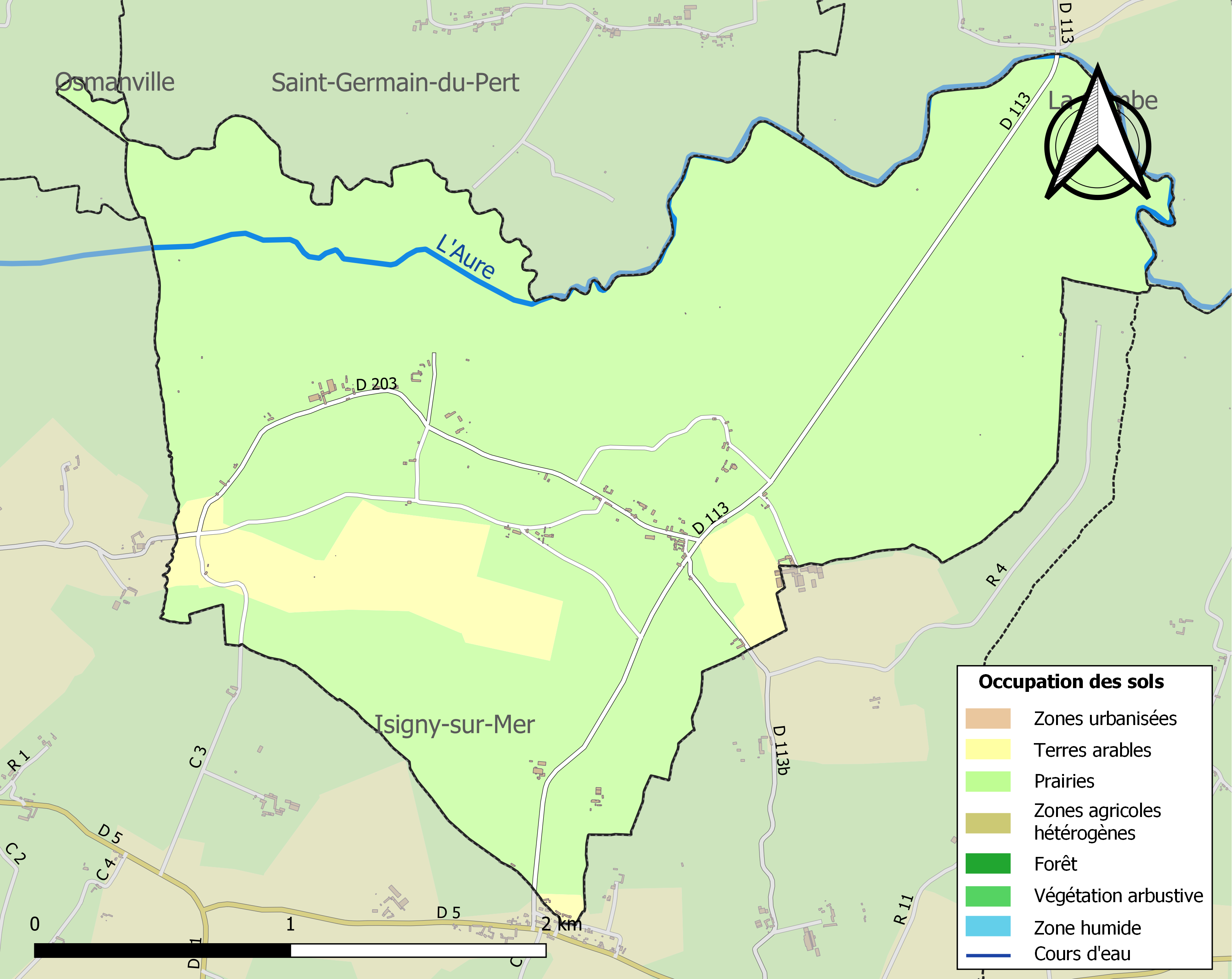
Carte des infrastructures et de l'occupation des sols de la commune en 2018 (CLC).

L'occupation des sols de la commune, telle qu'elle ressort de la base de données européenne d'occupation biophysique des sols Corine Land Cover (CLC), est marquée par l'importance des territoires agricoles (100 % en 2018), une proportion identique à celle de 1990 (100 %).
La répartition détaillée en 2018 est la suivante : prairies (91,7 %), terres arables (8,3 %).
L'évolution de l'occupation des sols de la commune et de ses infrastructures peut être observée sur les différentes représentations cartographiques du territoire : la carte de Cassini (XVIIIe siècle), la carte d'état-major (1820-1866) et les cartes ou photos aériennes de l'IGN pour la période actuelle (1950 à aujourd'hui).

## Toponymie
Monfréville, Monfreville en 1636 : le toponyme semble issu de l'anthroponyme germanique Munifrid, et de l'ancien français ville dans son sens originel de « domaine rural ».

## Histoire
Dans la première moitié du XVIe siècle, Jeanne de Thieuville, épouse de Pierre Le Gris († v. 1552), seigneur et baron d'Échauffour, est dame châtelaine de Monfréville, Montfiquet, Tollevast et Sainte-Croix.

## Politique et administration
| Période                                  | Période   | Identité        | Étiquette | Qualité              |
| ---------------------------------------- | --------- | --------------- | --------- | -------------------- |
| avant 1981                               | ?         | Arthur Durand   |           |                      |
| juin 1995                                | mars 2016 | Michel Dessoude | SE        | Agriculteur retraité |
| mai 2016                                 | En cours  | René Debayeux   | SE        | Agriculteur          |
| Les données manquantes sont à compléter. |           |                 |           |                      |

Le conseil municipal est composé de sept membres dont le maire et deux adjoints.

## Démographie
L'évolution du nombre d'habitants est connue à travers les recensements de la population effectués dans la commune depuis 1793. Pour les communes de moins de 10 000 habitants, une enquête de recensement portant sur toute la population est réalisée tous les cinq ans, les populations de référence des années intermédiaires étant quant à elles estimées par interpolation ou extrapolation. Pour la commune, le premier recensement exhaustif entrant dans le cadre du nouveau dispositif a été réalisé en 2008.
En 2022, la commune comptait 96 habitants, en évolution de −3,03 % par rapport à 2016 (Calvados : +1,58 %, France hors Mayotte : +2,11 %).
Monfréville a compté jusqu'à 389 habitants en 1806.
| 1793 | 1800 | 1806 | 1821 | 1831 | 1836 | 1841 | 1846 | 1851 |
| ---- | ---- | ---- | ---- | ---- | ---- | ---- | ---- | ---- |
| 343  | 287  | 389  | 350  | 317  | 311  | 304  | 298  | 269  |

| 1856 | 1861 | 1866 | 1872 | 1876 | 1881 | 1886 | 1891 | 1896 |
| ---- | ---- | ---- | ---- | ---- | ---- | ---- | ---- | ---- |
| 278  | 275  | 272  | 273  | 282  | 291  | 294  | 279  | 252  |

| 1901 | 1906 | 1911 | 1921 | 1926 | 1931 | 1936 | 1946 | 1954 |
| ---- | ---- | ---- | ---- | ---- | ---- | ---- | ---- | ---- |
| 211  | 200  | 184  | 183  | 208  | 183  | 177  | 186  | 189  |

| 1962 | 1968 | 1975 | 1982 | 1990 | 1999 | 2006 | 2008 | 2013 |
| ---- | ---- | ---- | ---- | ---- | ---- | ---- | ---- | ---- |
| 175  | 155  | 154  | 135  | 102  | 94   | 103  | 105  | 103  |

| 2018 | 2022 | - | - | - | - | - | - | - |
| ---- | ---- | - | - | - | - | - | - | - |
| 90   | 96   | - | - | - | - | - | - | - |

## Économie
La commune se situe dans la zone géographique des appellations d'origine protégée (AOP) Beurre d'Isigny et Crème d'Isigny.

## Culture locale et patrimoine

### Lieux et monuments
- Église Saint-Martin, en partie du XIIe siècle.
- Château de Monfréville du XVIe siècle.

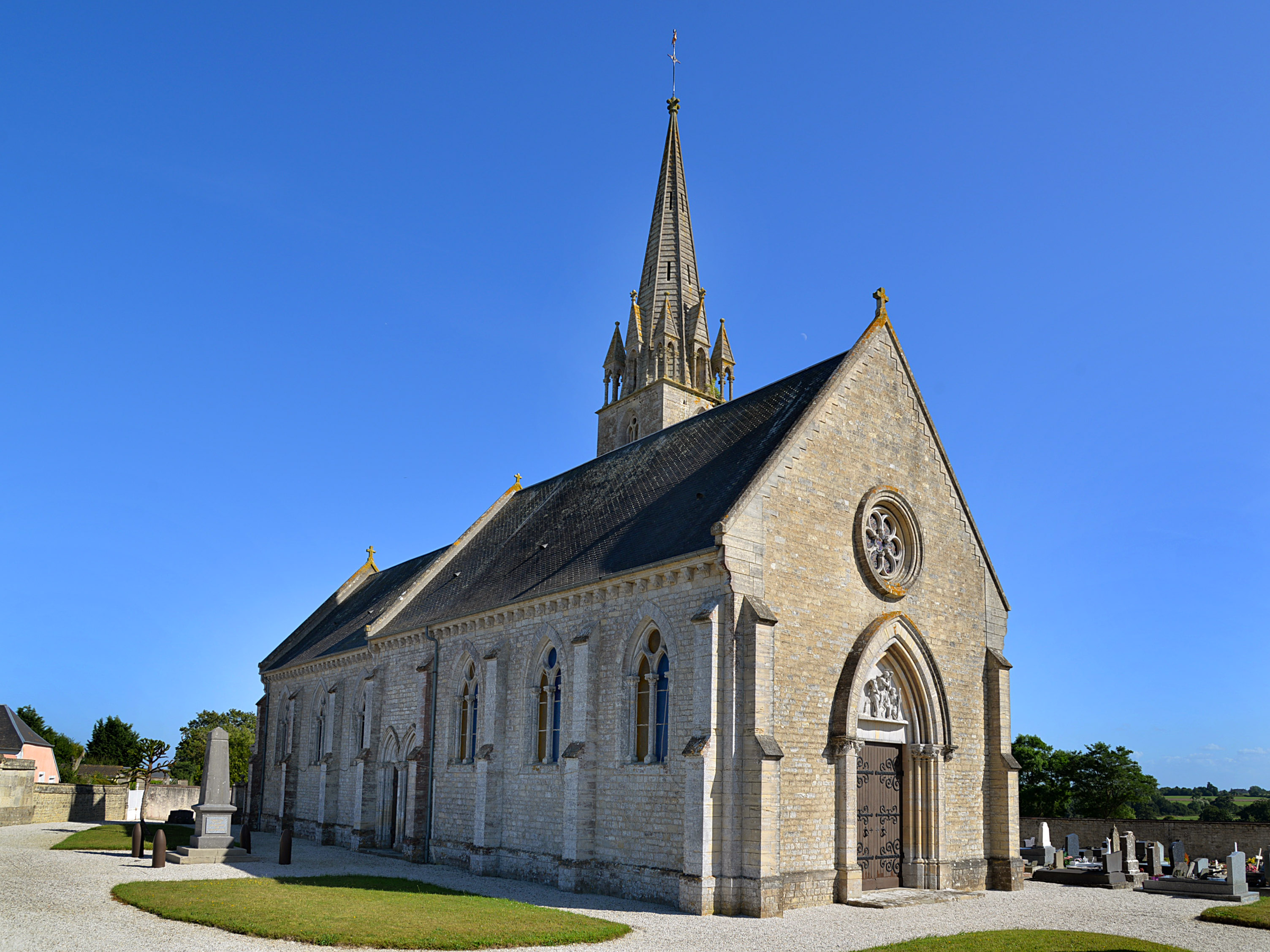
L'église Saint-Martin. Vue nord-ouest.
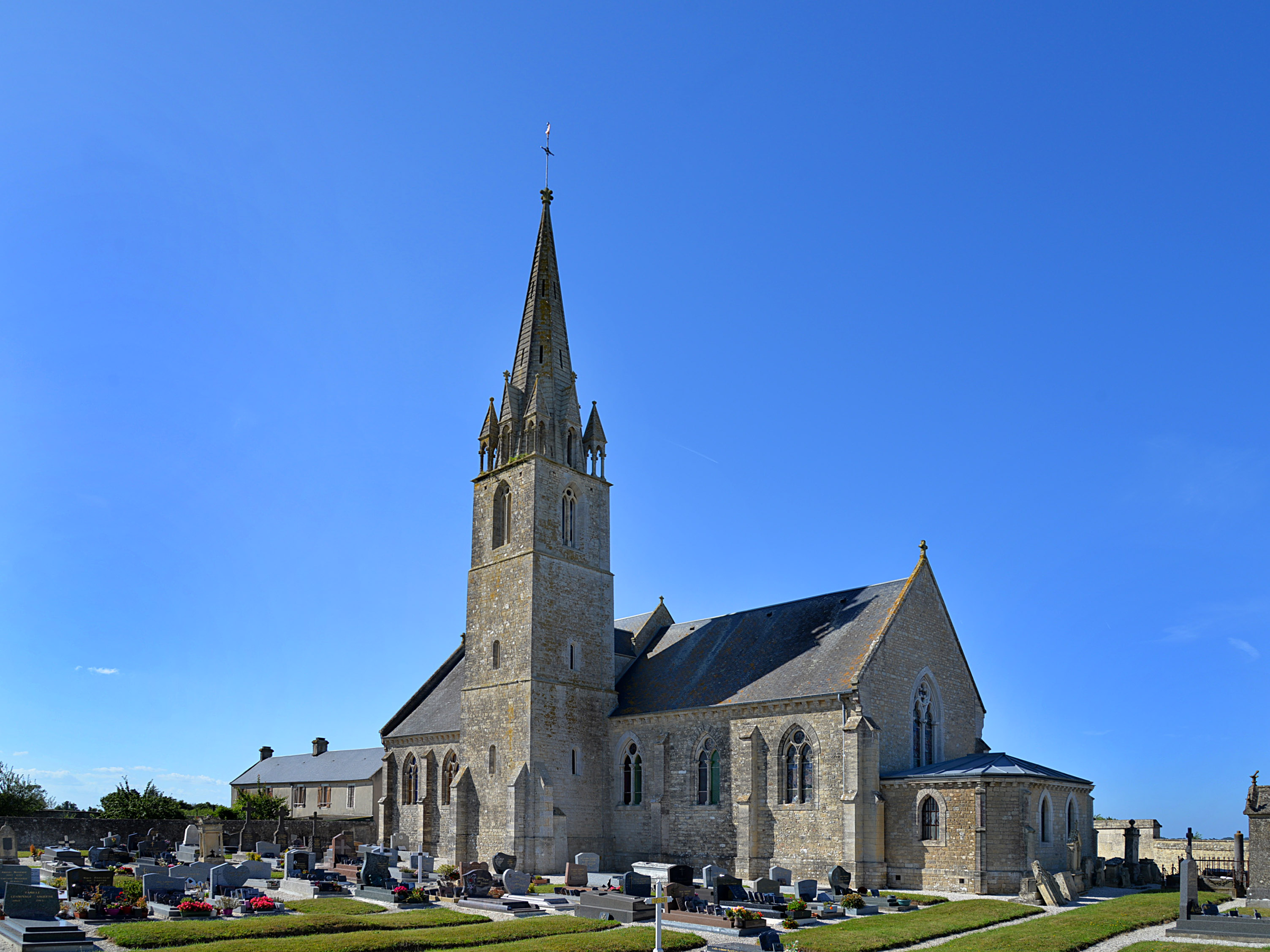
L'église Saint-Martin. Vue sud-est.
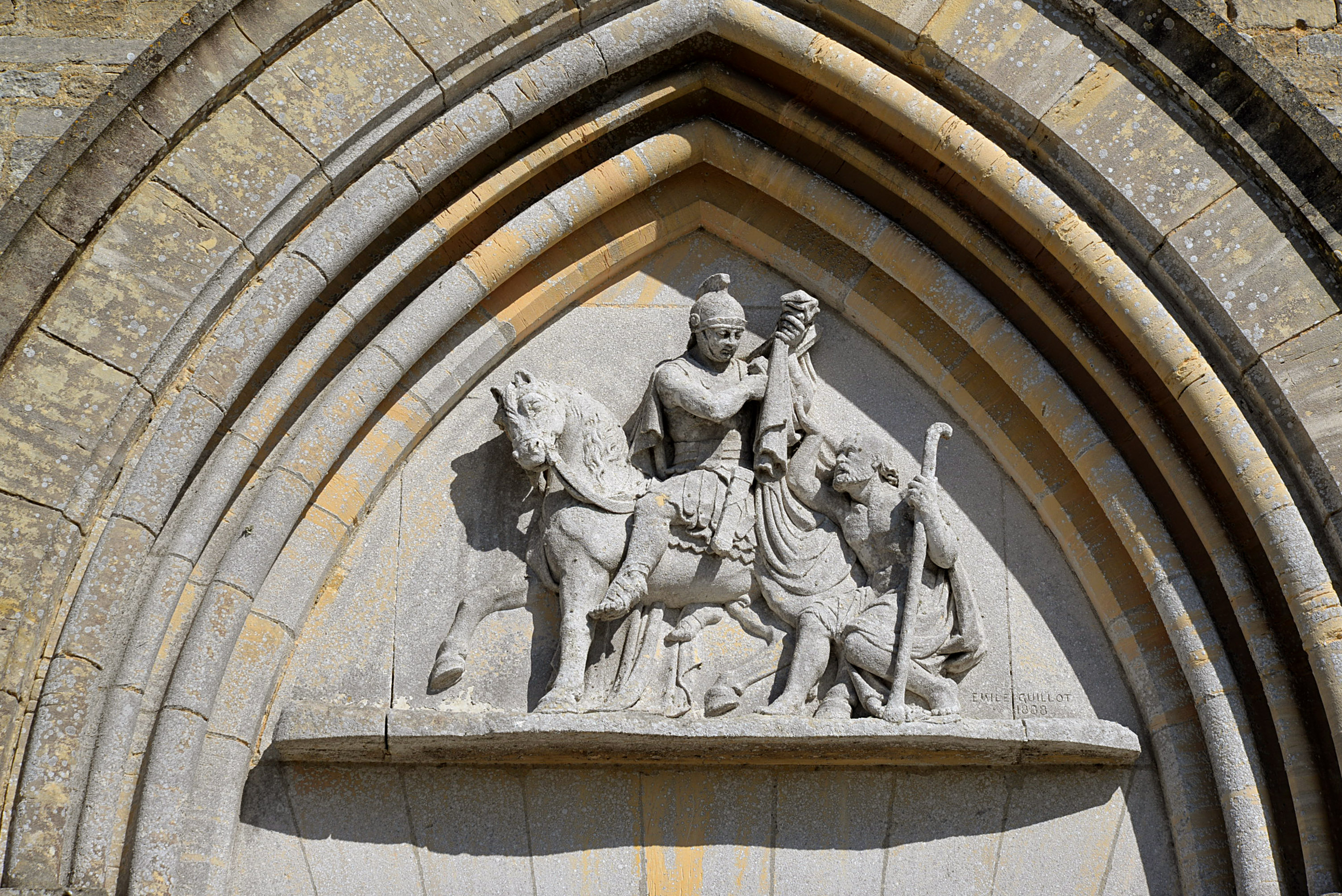
L'église Saint-Martin. Tympan ouest.
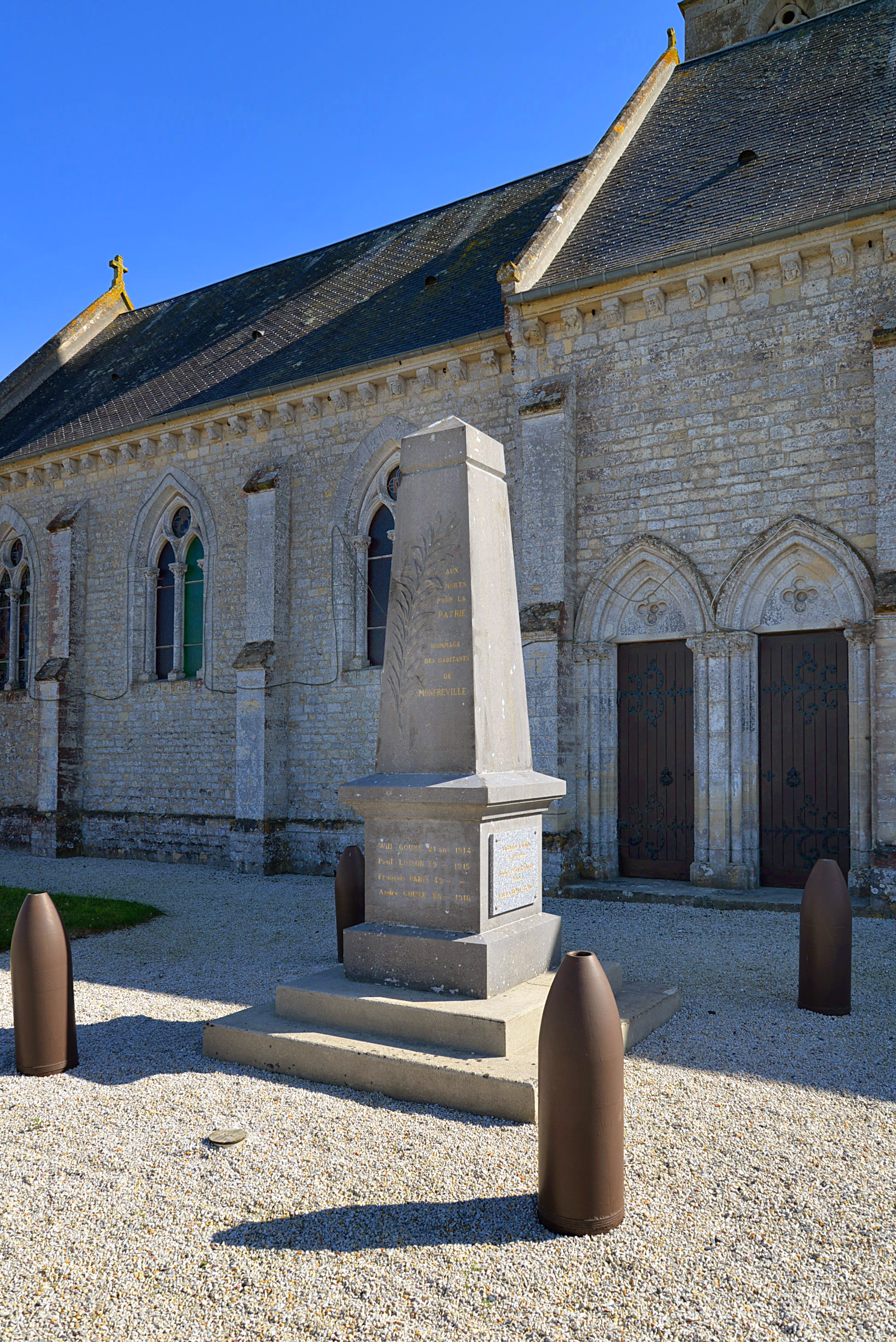
Le monument aux morts.